# Один пояс, один шлях

Червоним відзначений Китай, помаранчевим — члени Азійського банку інфраструктурних інвестицій.

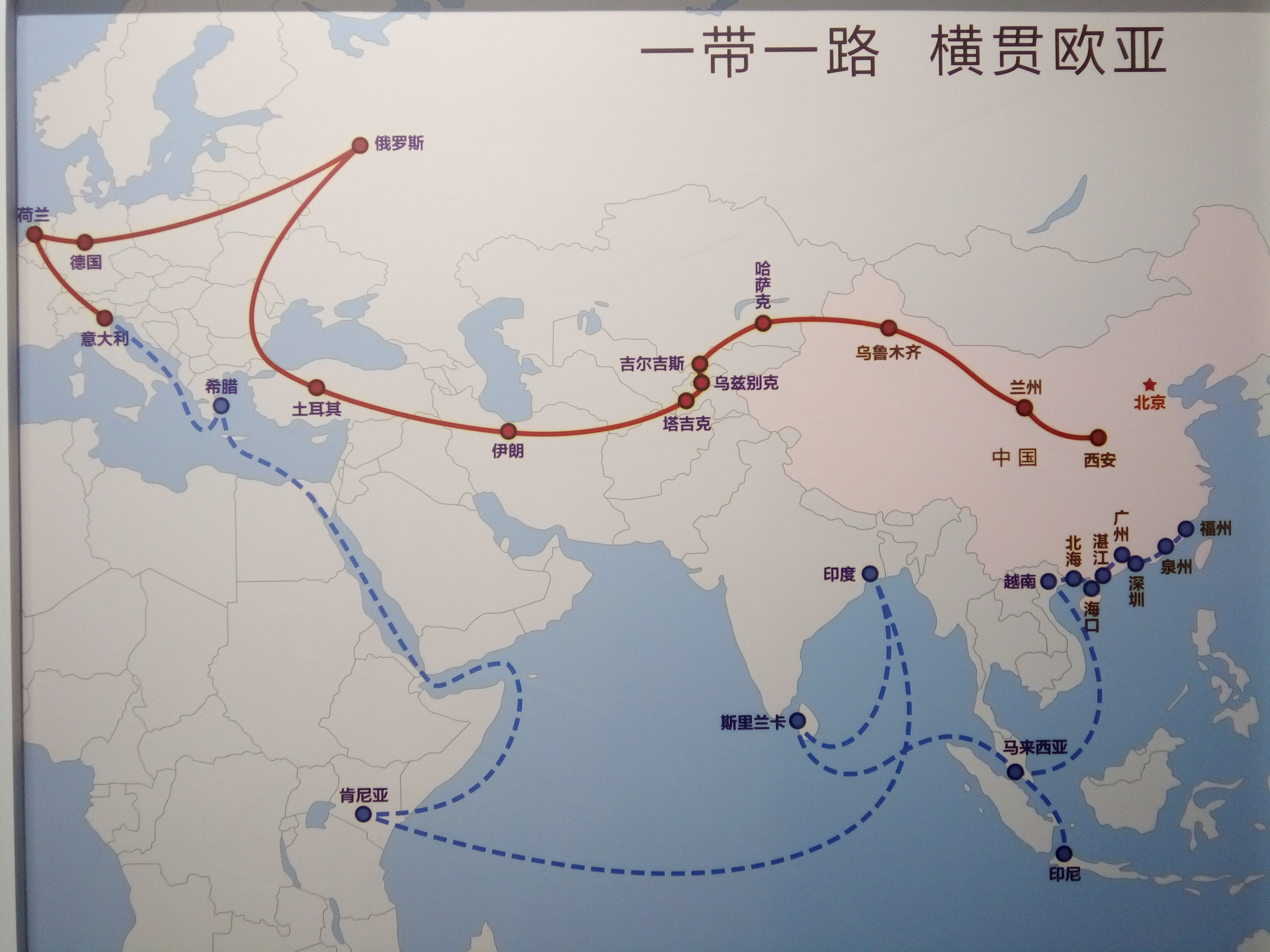
План Шовкового шляху з його морською гілкою

«Один пояс, один шлях» або «Пояс і шлях» (Китайською: 一带一路; Англійською: Belt and Road Initiative (BRI, або B&R)) — ініціатива КНР, глобальна стратегія розвитку інфраструктури, прийнята урядом КНР у 2013 році для інвестування майже у 70 країн та міжнародних організацій. Її вважають центральною у зовнішній політиці Генерального секретаря Комуністичної партії Китаю та лідера КНР Сі Цзіньпіна, котрий спочатку анонсував стратегію як «Економічний пояс Шовкового шляху» під час офіційного візиту до Казахстану у вересні 2013 року.
Ініціатива була включена до Конституції КНР у 2017 році. Уряд Китаю називає цю ініціативу «спробою покращити регіональні зв'язки та прийняти світліше майбутнє». Проєкт має цільову дату завершення у 2049 році, яка збігатиметься зі сторічною річницею проголошення Китайської Народної Республіки. Деякі спостерігачі та скептики, переважно з країн, що не є учасниками, включаючи Сполучені Штати, тлумачать це як план створення синоцентричної міжнародної торговельної мережі. У відповідь Сполучені Штати, Японія та Австралія у 2019 році сформували зустрічну ініціативу — мережу Blue Dot Network. Австралія 21 квітня 2021 року через міністра закордонних справ Маріс Пейн оголосила, що Австралія повністю вийде з ініціативи «Пояс і шлях».

## Мета
Мета ініціативи — використати багатство і промислові ноу-хау Китаю для створення нового виду глобалізації, притягуючи країни та компанії на китайську орбіту, очолити глобалізацію 2.0.
Ініціативу проголосив у вересні 2013 року лідер Китаю Сі Цзіньпін. Пекіном також наголошується на прямому зв'язку між ВРЕП та проєктами «Пояс-шлях».

## Фінансова складова
Флагманом реалізації інфраструктурних проєктів у межах ініціативи «Один пояс, один шлях» виступає Азійський банк інфраструктурних інвестицій, поряд із китайськими банками розвитку (Китайський банк розвитку (CDB), Export-Import Bank of China (Exim)) та «великою четвіркою» найбільших державних банків: Industrial & Commercial Bank of China (ICBC), China Construction Bank (CCB), Agricultural Bank of China (ABC), Bank of China (BOC)).
Збільшенню інвестицій у країни (переважно Євразії) сприяє державний інвестиційний Фонд Шовкового шляху

## Форуми
У 2017 та 2019 рр. в Пекіні відбулися перший та другий форуми міжнародного співробітництва високого рівня «Один пояс, один шлях». Понад 70 країн і міжнародних організацій підписали з Китаєм угоди в межах ініціативи.
Питання розбудови «Поясу і шляху» обговорювалися на зустрічах лідерів АТЕС, саміті «Великої двадцятки» у Ханчжоу, зустрічі лідерів БРІКС у Сямені, Нарада зі взаємодії та зміцнення заходів довіри в Азії.

## Проєкти
Китай залучив 138 країн та 30 міжнародних організацій до ініціативи Пояс і Шлях. До інфраструктурних проєктів належать порти, залізниці, автомобільні дороги, електростанції, авіація та телекомунікації. Серед флагманських проєктів — Китайсько-Пакистанський економічний коридор, залізниця Ботен — В’єнтьян у Лаосі та сухопутний порт Хоргас.
| Будівництво | Будівництво | Інвестиції          | Інвестиції |
| ----------- | ----------- | ------------------- | ---------- |
| Пакистан    | 31.9        | Сінгапур            | 24.3       |
| Нігерія     | 23.2        | Малазія             | 14.1       |
| Бангладеш   | 17.5        | Російська Федерація | 10.4       |
| Індонезія   | 16.8        | Індонезія           | 9.4        |
| Малазія     | 15.8        | Південна Корея      | 8.1        |
| Єгипет      | 15.3        | Ізраїль             | 7.9        |
| ОАЕ         | 14.7        | Пакистан            | 7.6        |

### Екологічні проблеми
В дослідження WWF та HSBC Пояс і Шлях критикується через недостатні екологічні перестороги. Електростанції на вугіллі, такі як електростанція Емба Хунутлу в Туреччині, будуються як частина ініціативи, збільшуючи таким чином викиди парникових газів та глобальне потепління. Танення льодовиків внаслідок надмірних викидів парникових газів, збереження видів, що знаходяться під загрозою зникнення, опустелювання та ерозія ґрунтів внаслідок надмірного випасання та надмірного землеробства, гірничодобувної діяльності, управління водними ресурсами та забруднення повітря та води внаслідок погано спланованих інфраструктурних проєктів є поточними проблемами, які стосуються країн Центральної Азії.

### Порушення прав людини
Згідно зі звітом China Labor Watch, поширені порушення прав людини щодо китайських мігрантів відправлених за кордон. Китайські компанії здійснюють примусові роботи й зазвичай конфіскують паспорти працівників після їх прибуття в іншу країну, змушують їх подавати документи на отримання незаконних бізнес-віз і погрожують повідомити про їх незаконний статус, якщо вони відмовляться виконувати, відмовляться надати належну медичну допомогу та відпочинок, обмежують особисту свободу працівників та свободу слова, змушують працівників перевантажуватись роботою, скасовувати відпустки, затримувати виплату заробітної плати, публікувати оманливі оголошення та обіцянки, вимагати від працівників великої шкоди, якщо вони мають намір піти, забезпечують погані умови праці та життя, карають працівники котрі очолюють протести тощо.

## Український напрям
В червні 2015 посол КНР Чжан Сіюнь на зустрічі з міністром інфраструктури України Андрієм Пивоварським заявив, що китайські банки готові інвестувати в об'єкти інфраструктури в Україні в рамках ініціативи «Новий шовковий шлях».
У 2015 році було підписано протокол між Міністерством економічного розвитку і торгівлі України та міністерством комерції КНР про зміцнення співпраці зі спільної реалізації ідеї побудови економічного поясу Великого шовкового шляху. 
18 травня 2015 року при підтримці Уряду КНР створено Китайська Торгова Асоціація в Україні. 
7 листопада 2016 року в м. Києві був проведений І Український Форум Шовкового шляху, бізнес подія, присвячена обговоренню ефективних механізмів ведення бізнесу та залучення китайських інвестицій в Україну, за участі Silk Link (Україна) спільно з недержавною організацією Міжнародна Торгова Палата Шовкового Шляху (SRCIC). На початку вересня 2016 року членом SRCIC стала Торгово-промислова палата України.
| Назва форуму | Дата проведення   |
| --- | ----------------- |
| І Український Форум Шовкового шляху В рамках заходу сторони підписали угоду про розвиток онлайн платформи електронного Шовкового шляху eSilkRoad, що надасть можливість залучити в Україну інвестиції та сприяти українським виробникам у виході на китайський ринок. eSilkRoad – інтегрована сервісна платформа і сполучна ланка міжнародних і внутрішніх ресурсів для створення набору інвестицій транскордонної торгівлі і логістики, торгових асоціацій професійного консалтингу. На сьогодні платформа надає 100 млн. дол. інвестицій для глобальних проєктів. | 7 листопада 2016  |
| II Український форум Шовкового шляху. В рамках форуму були організовані зустрічі китайських компаній з українськими підприємствами в форматі «B2B» у шести напрямкам: АГРО, Торгівля & Фінанси; ІТ & Інновації Транспорт & Логістика, Культура & Туризм. Також булв презентована алея інвестиційних проектів України. | 16 листопада 2017 |

30 травня 2017 р. в Києві відбувся І Українсько-китайський форум стратегічного партнерства «Один пояс, один шлях», присвячений 25-й річниці встановлення дипломатичних відносин між Україною та КНР.
| Назва форуму | Дата проведення |
| --- | --------------- |
| Українсько-китайський форум стратегічного партнерства «Один пояс, один шлях» | 30 травня 2017  |
| Другий Українсько-китайський форум стратегічного партнерства «Один пояс, один шлях» | 25 травня 2018  |
| Третій Українсько-китайський форум стратегічного партнерства «Один пояс, один шлях» організований Інститутом сходознавства ім. А. Ю. Кримського НАН України, Українською асоціацією китаєзнавців, ДВНЗ «Київський національний економічний університет ім. В. Гетьмана». Захід включав три тематичні засідання – «Україна та Китай в умовах нового світового порядку», «Перспективи співпраці України та Китаю в ініціативі “Пояс та Шлях”», «Гуманітарне співробітництво як основа ефективної участі України в ініціативі “Пояс та Шлях”» | 23 травня 2019  |

29 травня 2018 року в Києві відбувся Українсько-китайський форум економічного співробітництва, за участі Китайська асоціація з розвитку підприємництва за кордоном (Китайська асоціація закордонного розвитку (CODA)) та Торгово-промислова палата України.
У липні 2018 р. Медичний університет ім. Богомольця взяв участь у II Міжнародному форумі медичної освіти, який відбувся у м. Шеньян під девізом «Взаємність, лідерство, розвиток». Представники 30 медичних ВНЗ з 15 країн світу, таких як Китай, Пакистан, Таїланд, Малайзія, Філіппіни, Естонія, Румунія та інших прийняли рішення заснувати Міжнародний альянс медичної освіти «Один пояс, один шлях» («Belt & Road» International Medical Education Alliance (BRIMEA).
У грудні 2017 року, під час III засідання Комісії зі співробітництва між урядом КНР та урядом України, сторонами було підписано Дорожню карту з реалізації ініціатив «Економічного поясу шовкового шляху» та «Морського шовкового шляху XXI століття».
23 грудня 2020 відбулося VI за ліком засідання Комісії зі співробітництва між урядами України та Китайської Народної Республіки

## Реакції та критика

### Звинувачення в неоімперіалізмі та дипломатії боргової пастки
Існує стурбованість тим, що проєкт є формою неоімперіалізму. Деякі західні уряди звинувачували ініціативу «Пояс і шлях» у неоколоніальності через те, що вони стверджують, що це Китай практикує дипломатію боргової пастки для фінансування інфраструктурних проєктів ініціативи. Ідея дипломатії боргової пастки була створена індійським аналітичним центром, перш ніж її розвинули дослідження двох студентів Гарварду, котрі привернули увагу ЗМІ.

## Критика українсько-китайського співробітництва
Китай викликає гарячі суперечки серед українських експертів. Перша причина — торгова війна між Пекіном та Вашингтоном, критика політики щодо Руху за незалежність Гонконгу та Руху за незалежність Тибету, концентраційних таборів у Східному Туркестані як складової частини геноциду уйгурського народу.
Друга причина — брак китайських інвестицій (у посольстві КНР їх оцінили у 300 млн дол.), невдоволення сировинною структурою українського експорту — 2019 року 32 % експорту склала залізна руда для китайської металургії, 24 % — зернові, 20 % — олія, понад 50 % українського імпорту — машини.
У жовтні 2020 громадська організація Центр «Нова Європа» (команда вчених, відома з часів діяльності в Інституті світової політики) опублікував доповідь «Воїн-вовк і Україна», присвячену ризикам співпраці з КНР для відносин з США, ЄС та НАТО.